# 테바이를 공격한 일곱 장수

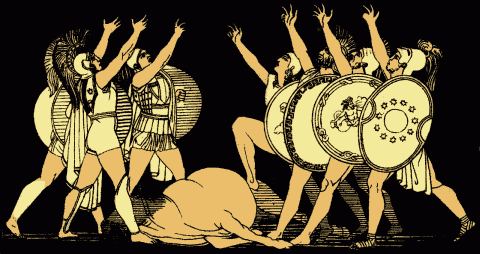
일곱 장수의 맹세

《테바이를 공격한 일곱 장수》(고대 그리스어: Ἑπτὰ ἐπὶ Θήβας, Hepta epi Thēbas; 라틴어: Septem contra Thebas)는 기원전 467년 아이스킬로스가 쓴 오이디푸스 비극 3부작의 세 번째 연극이다. 이 3부작을 오이디포데이아라고도 부른다. 폴리네이케스가 이끄는 아르고스 군대와 에테오클레스가 이끄는 테바이 군대 간의 전투를 다루고 있다. 3부작은 디오니소스 축제에서 처음으로 상을 받았다. 1부와 2부 연극인 《라이오스》와 《오이디푸스》, 사티로스극 《스핑크스》는 오늘날까지 전해지지 못했다.

## 줄거리
테바이의 왕 오이디푸스는 자신이 어머니와 결혼하여 근친상간을 하였다는 사실을 알게 되고 테바이에서 쫓겨난다. 오이디푸스는 자신의 추방을 방관한 두 아들 에테오클레스와 폴리네이케스가 서로를 죽일 것이라는 저주를 내린다. 에테오클레스와 폴리네이케스는 왕위 계승을 두고 분쟁을 벌였고, 유혈을 피하고자 1년마다 교대로 테바이를 다스리기로 합의한다. 하지만 첫 해가 지났음에도 에테오클레스는 왕권 이임을 거부하였고, 폴리네이케스는 (제목의 유래가 되는 일곱 장수가 지휘하는) 아르고스의 군대를 일으켜 테바이를 침공한다. 아이스킬로스의 비극은 여기서부터 시작된다.
테바이 침공은 엄밀히 말하면 짧은 편에 속하는 줄거리로, 연극의 태반은 아르고스의 군대에 둘러싸인 테바이의 성 내에서 시민들이 성문 앞의 적군의 위협에 대한 생각을 나눈 대화와, 어수선한 민중을 격려하고 두려움에 떠는 테바이의 처녀들을 질타하는 에테오클레스 왕의 대화로 이루어져 있다. 이 대화에는 에테오클레스가 가진 성격의 양상이 잘 드러나 있다. 대화에 이어서 정찰병이 에테오클레스에게 테바이 도시의 일곱 성문을 공략하는 아르고스 군대의 각 장수들과 각자의 방패의 특징에 대해 설명한다. 에테오클레스는 그것을 듣고 이들에게 대항할 테바이의 장수들을 각각 선별하여 배치하는데, 일곱 번째 성문을 공략하는 장수가 형제 폴리네이케스라는 것을 듣고 분노한다. 에테오클레스는 아버지 오이디푸스의 저주를 기억하고 있었지만, 운명을 피하라는 처녀들의 만류에도 불구하고 일곱 번째 문을 지난 뒤 폴리네이케스와 만나 일대일로 싸우게 된다.
송시 합창에 이어 다시 전령이 들어오고, 공격자들을 격퇴하여 테바이를 지켰지만, 에테오클레스와 폴리네이케스는 서로를 죽이고 전사하였음을 알린다. 잠시 후 두 명의 시신이 옮겨지고, 누이 안티고네와 이스메네는 슬픔에 잠기며 처녀들과 함께 합창으로 그들을 애도한다.
《테바이를 공격한 일곱 장수》의 결말은 소포클레스의 《안티고네》가 인기를 얻으면서 아이스킬로스가 죽은 지 50년 후 개작되었다. 개작된 연극에서는 형제의 죽음을 애도하는 것으로 연극이 끝나지 않고, 소포클레스 연극의 도입부처럼 전령이 나타나 성을 지킨 에테오클레스는 매장을 하고, 재앙을 가져온 폴리네이케스는 매장을 하지 않을 것이라고 알린다. 하지만 안티고네는 이 명령을 어기고 혼자서라도 형제를 매장할 것이라고 선언한다.

## 등장 인물
- 에테오클레스 - 오이디푸스의 아들, 테바이의 왕
- 정찰병
- 코러스 - 테바이의 처녀들
- 안티고네 - 오이디푸스의 딸
- 이스메네 - 오이디푸스의 딸
- 전령

연극에서 공격과 수비를 맡은 각각의 일곱 장수는 다음과 같다.
| # | 공격             | 수비         |
| - | ---------------- | ------------ |
| 1 | 티데우스         | 멜라니포스   |
| 2 | 카파네우스       | 폴리폰테스   |
| 3 | 에테오클로스     | 메가레우스   |
| 4 | 히포메돈         | 히페르비오스 |
| 5 | 파르테노파이오스 | 악토르       |
| 6 | 암피아라오스     | 라스테네스   |
| 7 | 폴리네이케스     | 에테오클레스 |

## 신화적 내용
"무법자"이자 "야만적인" 일곱 장수가 도시를 위협했다는 신화소는 전통적으로 트로이 전쟁 이전 세대의 청동기 시대 역사에 기반을 둔 것으로 여겨져 왔다. 《일리아스》의 '함선 목록'에서는 테바이의 폐허 위에 '히포테바이'(Hypothebai, "낮은 마을")만이 남아있다고 기록되어 있다. 그러나 고고학자들은 "일곱 개의 문이 있는 테바이"에서 일곱 개의 문을 찾아내기가 어려웠다. 1891년 울리히 폰 빌라모비츠묄렌도르프는 일곱 개의 문이 일곱 명의 공격자와의 대칭을 위해서만 존재했다고 선언했다. 이 일곱 명의 이름조차 다양하게 전해진다. 예언자 암피아라오스처럼 자신만의 정체성을 지닌 인물도 있는데, 부르케르트는 "그는 후에 자신의 성소와 제의를 가졌다... 다른 이들은 명단을 채우기 위한 전형적인 인물로 등장한다"고 지적한다. "폴리네이케스의 형제인 에테오클레스와 대비되는 인물 중 하나를 에테오클로스라 부르는 것은 궁지에 몰린 시인의 거의 절망적인 창작으로 보인다."
부르케르트는 1939년 에르네스트 호발트가 제시한 견해를 따르는데, 그에 따르면 일곱 장수는 마법의 말을 탄 아드라스토스("피할 수 없는 자")가 이끄는 순수한 신화적 존재이자 명계의 일곱 악마라는 것이다. 부르케르트는 아카드어 서사시에서 유사점을 찾는다. 전염병의 신 에라와 인류를 멸망시키라는 요청을 받았지만 마지막 순간에 바빌론에서 물러난 일곱(시비티)의 이야기가 그것이다. 두 형제가 동시에 서로를 관통하여 찌르면서 도시는 구원받는다. 부르케르트는 텔할라프에서 발견된 9세기의 부조를 인용하는데, 이는 《사무엘하》 2장의 구절을 정확히 설명해준다. "각자가 상대의 앞머리를 잡고 옆구리에 칼을 꽂으니 모두가 함께 쓰러졌다."
이 신화적 주제는 에트루리아 문화로 전해졌다. 5세기의 청동 거울 뒷면에는 칼을 뽑아 든 채 서로를 향해 달려가는 풀니체(폴리네이케스)와 에우투클레(에테오클레스)가 새겨져 있다. 전투에서 특히 잔혹한 장면인 튀데우스가 공성전 중에 살아있는 멜라니포스의 뇌수를 씹어먹는 장면 또한 기원전 470~460년경 퓌르기의 한 신전에서 발견된 테라코타 부조에 등장한다.

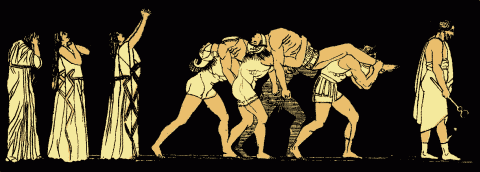
앨프리드 존 처치의 작품에서 테바이 전투 후 죽어 옮겨지는 에테오클레스와 폴리네이케스

에피고노이, 즉 테바이를 공격한 일곱 장수의 아들들은 첫 번째 테바이 전쟁이 끝나고 10년 후에 발발한 두 번째 테바이 전쟁의 신화적 주제가 되었다.

## 《라이오스》, 《오이디푸스》, 《스핑크스》
《테바이를 공격한 일곱 장수》와 함께 삼부작을 이룬 다른 두 작품인 《라이오스》와 《오이디푸스》, 그리고 그 사튀로스극인 《스핑크스》는 몇 개의 단편만이 남아있다. 《오이디푸스》에서 확실하게 전해지는 유일한 단편은 허버트 웨어 스미스가 "우리는 여행 중에 세 갈래 길이 갈라지는 곳에 이르렀고, 그곳 포트니아이에서 세 갈래 길이 교차하는 지점을 건넜다"라고 번역한 구절이다. 《스핑크스》에서 확실하게 전해지는 단 두 개의 단편은 스미스가 "프로메테우스가 말했듯이, 나그네를 위한 화환, 고대의 왕관, 최고의 결속"과 "스핑크스, 재앙의 날들을 지키는 파수견"이라고 번역했다.

## 비평적 수용
데이비드 그린과 리치먼드 래티모어는 "독일 낭만주의의 부상과 그에 따른 아이스킬로스의 고풍스러운 문체와 더욱 직접적이고 단순한 극작술에 대한 열광의 재등장"으로 인해 《테바이를 공격한 일곱 장수》가 서양 연극의 초기 걸작으로 격상되었다고 썼다. 그러나 19세기 이후로는 일반적으로 비극 작가의 주요 작품으로 여겨지지 않았다. 번역가 앤서니 헤히트와 헬렌 H. 베이컨은 이 작품이 "정적이고, 비극적이지 않으며, 의례적이고, 개작되고 질이 떨어진 본문이 삽입되었으며, 고풍스럽고, 한마디로 지루하다는 비난을 받아왔다"고 썼으나, 그들 자신은 이러한 평가에 동의하지 않았다.

## 참고 문헌
- 아이스킬로스, 천병희 역, 『아이스킬로스 비극 전집』243~291쪽, 도서출판 숲, 2008.